# St. Nikolaus (Neuboddenberg)

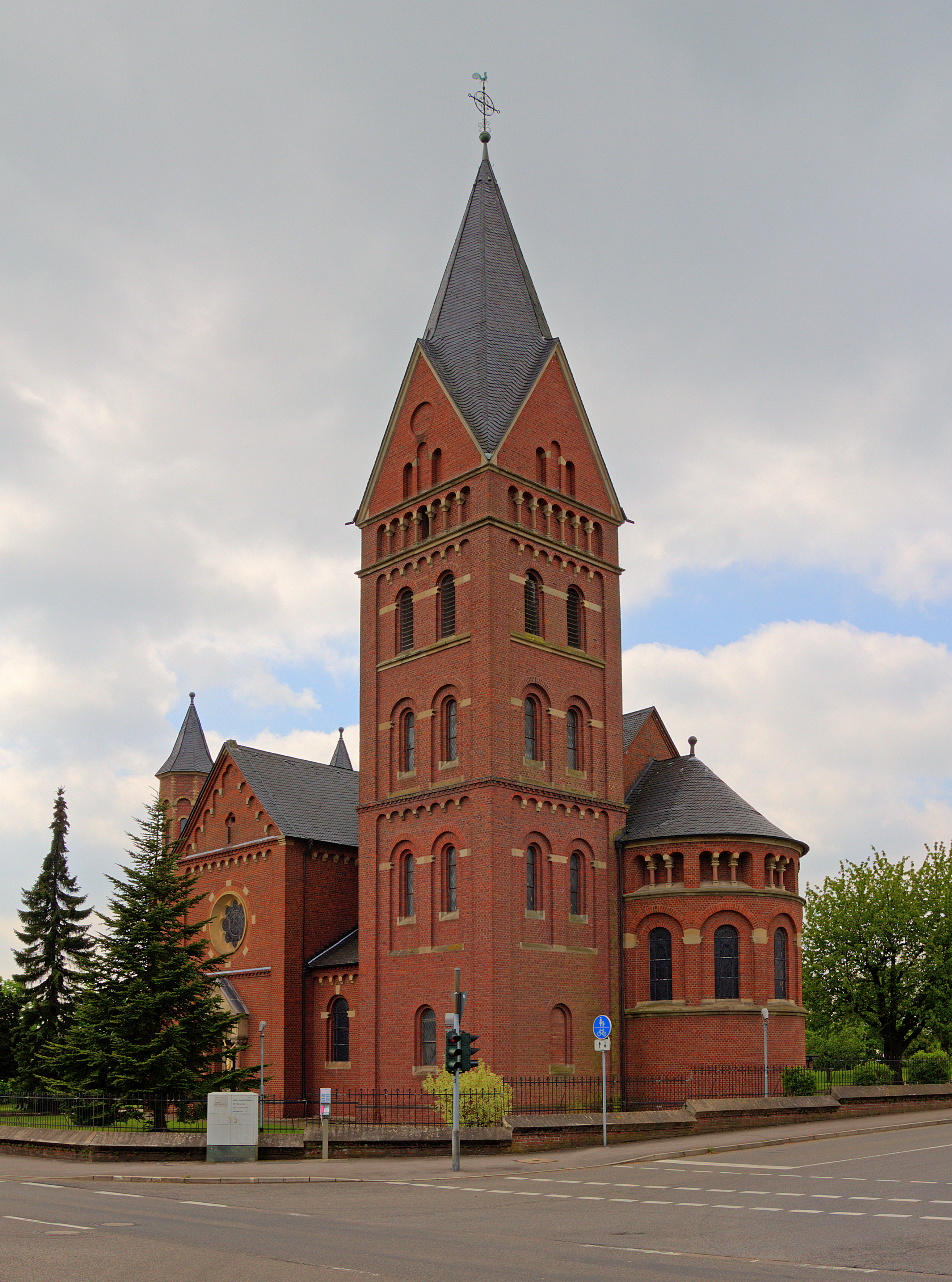
St. Nikolaus in Steinbüchel/Neuboddenberg

Die Kirche St. Nikolaus ist ein katholisches Gotteshaus im Leverkusener Stadtteil Steinbüchel/Neuboddenberg. Sie ist Sitz der gleichnamigen Pfarrgemeinde im Seelsorgebereich Leverkusen Südost.

## Geschichte
Nach der Erwerbung von Grund und Bodens (90 Ar) für den Neubau von Kirche, Pastorat und Küsterei durch Tausch und Schenkung wurde am 8. Juli 1894 der Grundstein gelegt. 
Die vom Architekten Krämer aus Köln geplante neuromanischen Kirche kostete 58.000 Mark und wurde im Frühjahr 1895 fertiggestellt. Bei der Einweihung der Kirche am 27. Mai 1895 durch Erzbischof Antonius Fischer erhielten die Reliquien aus der alten Kirche ihren Platz im Hochaltar. Ebenfalls aus der alten Kirche wurden drei Altäre, der Taufstein und das Missionskreuz aus dem Jahre 1788 übernommen.

## Glocken
Die Kirche hat vier Glocken:
| Nr. | Name             | Gussjahr | Gießer          | Durchmesser (mm) | Masse (kg) | Schlagton (HT-1/16) |
| 1   | Herz Jesu-Glocke | 1953     | Bochumer Verein | 1420             | 1100       | es1 +2              |
| 2   | Marien-Glocke    | 1953     | Bochumer Verein | 1190             | 600        | ges1 +2             |
| 3   | Nikolaus-Glocke  | 1953     | Bochumer Verein | 1040             | 400        | as1 +1              |
| 4   | Engelbert-Glocke | 1953     | Bochumer Verein | 920              | 250        | b1 +2               |